# Pejelagartero 1.ª Sección (Plataforma)
Pejelagartero 1.ª Sección (Plataforma) es una localidad del municipio de Huimanguillo ubicado en la subregión de la Chontalpa del estado mexicano de Tabasco.

## Geografía
La localidad de Pejelagartero 1.ª Sección (Plataforma) se sitúa en las coordenadas geográficas 18°03′18″N 93°49′29″O / 18.055000, -93.824722, a una elevación de 4 metros sobre el nivel del mar.

## Demografía
Según el Conteo de Población y Vivienda 2020, efectuado por el Instituto Nacional de Estadística y Geografía, la localidad de Pejelagartero 1.ª Sección (Plataforma) tiene 2,331 habitantes, de los cuales 1,117 son del sexo masculino y 1,214 del sexo femenino. Su tasa de fecundidad es de 2.82 hijos por mujer y tiene 605 viviendas particulares habitadas.
| Gráfica de evolución demográfica de Pejelagartero 1.ª Sección (Plataforma) entre 1970 y 2020 |
|                                                                                              |
| INEGI.                                                                                       |